# Niki Bettendorf
Niki Bettendorf (ur. 20 grudnia 1936, zm. 27 stycznia 2018) – luksemburski polityk. Pełnił funkcję burmistrza Bertrange od 1982 do 2001.
Był członkiem Izby Deputowanych przez szesnaście lat od 19 czerwca 1990 r. do momentu rezygnacji w dniu 10 października 2006, po rezygnacji na rzecz Alexa Kriepsa. Podczas swojej kadencji w Izbie Deputowanych Bettendorf był jednym z wiceprzewodniczących izby (1999–2006), a także przewodniczył delegacji Luksemburga do Zgromadzenia Parlamentarnego NATO.